# Świdno (jezioro w Borach Tucholskich)
Jezioro Świdno (niem. Schwinna See) – jezioro wytopiskowe w Polsce, położone w województwie pomorskim, w powiecie chojnickim, w gminie Czersk.  
Zachodnią linią brzegową jeziora prowadzi trasa drogi wojewódzkiej nr 237, a nieopodal niej Rezerwat przyrody Cisy nad Czerską Strugą. 
Ogólna powierzchnia: 20,83 ha.